# Uovo dei palazzi danesi
L'Uovo dei palazzi danesi è uno delle uova imperiali Fabergé: un uovo di Pasqua gioiello che il penultimo Zar di Russia, Alessandro III, donò a sua moglie, la Zarina Marija Fëdorovna Romanova nel 1890.
Fu fabbricato a San Pietroburgo sotto la supervisione di Michael Perkhin, per conto del gioielliere russo Peter Carl Fabergé, della Fabergè; l'autore delle miniature è Kostjantyn Jakovyč Kryžyc'kyj.

## Proprietari
Il 30 marzo 1890 l'uovo fu consegnato ad Alessandro che, il primo di aprile lo donò a sua moglie; lo Zar pagò 4.260 rubli d'argento.
Nel gennaio 1893 l'uovo fu portato al Palazzo di Gatčina dove rimase fino alla Rivoluzione russa, nel 1917, quando fu confiscato dal Governo provvisorio con molti altri tesori imperiali e trasportato all'Armeria del Cremlino a Mosca;
durante la prima parte del 1922 l'uovo fu trasferito al Sovnarkom per poi tornare al Palazzo dell'Armeria nell'estate del 1927.
Nell'aprile 1930 l'uovo dei palazzi danesi fu selezionato, insieme ad altre undici uova, per essere ceduto ad un acquirente al di fuori della Russia e quello stesso anno fu venduto dall'Antikvariat per 1.500 rubli alle Hammer Galleries di New York, che acquistarono anche altre nove uova.
Nel 1935 le Hammer Galleries misero in vendita per 25.000 dollari l'uovo che fu acquistato tra il febbraio 1936 e il novembre 1937 da Nicholas H. Ludwig, di New York, che ne rimase il proprietario fino al 1953.
Dal 1962 l'uovo fece parte di una collezione privata.
Nel 1971, alla morte di Matilda Geddings Gray, fu trovato nella sua collezione e passò alla Matilda Geddings Gray Foundation.
Successivamente l'uovo è stato esposto al pubblico nel New Orleans Museum of Art con la Matilda Geddings Gray Foundation Collection (MGGFC);
dal marzo 2007 fino al 5 giugno 2011 la collezione è stata ospitata presso il Cheekwood Botanical Garden and Museum of Art di Nashville
e dal 22 novembre 2011 è in mostra presso The Metropolitan Museum of Art a New York.

## Descrizione
L'uovo è fatto d'oro di vari colori, smalto, smeraldi, diamanti taglio rosetta e uno zaffiro stellato, è foderato in velluto cremisi.
Il guscio d'oro, alto 102 millimetri e largo 67, è coronato con un medaglione di foglie radianti e diamanti attorno ad uno zaffiro stellato cabochon.
L'estremità inferiore è cesellata con altre foglie di acanto.
L'uovo è percorso da sei ampie fasce verticali e tre orizzontali, consistenti in una linea di diamanti taglio-rosetta con ai lati un motivo in oro di foglie d'alloro cesellate, uno smeraldo è fissato ad ogni intersezione.
Tali fasce, oltre a delimitare due aree circolari alle estremità, dividono il guscio in dodici sezioni smaltate in rosa opalescente su fondo guilloché.

### Sorpresa

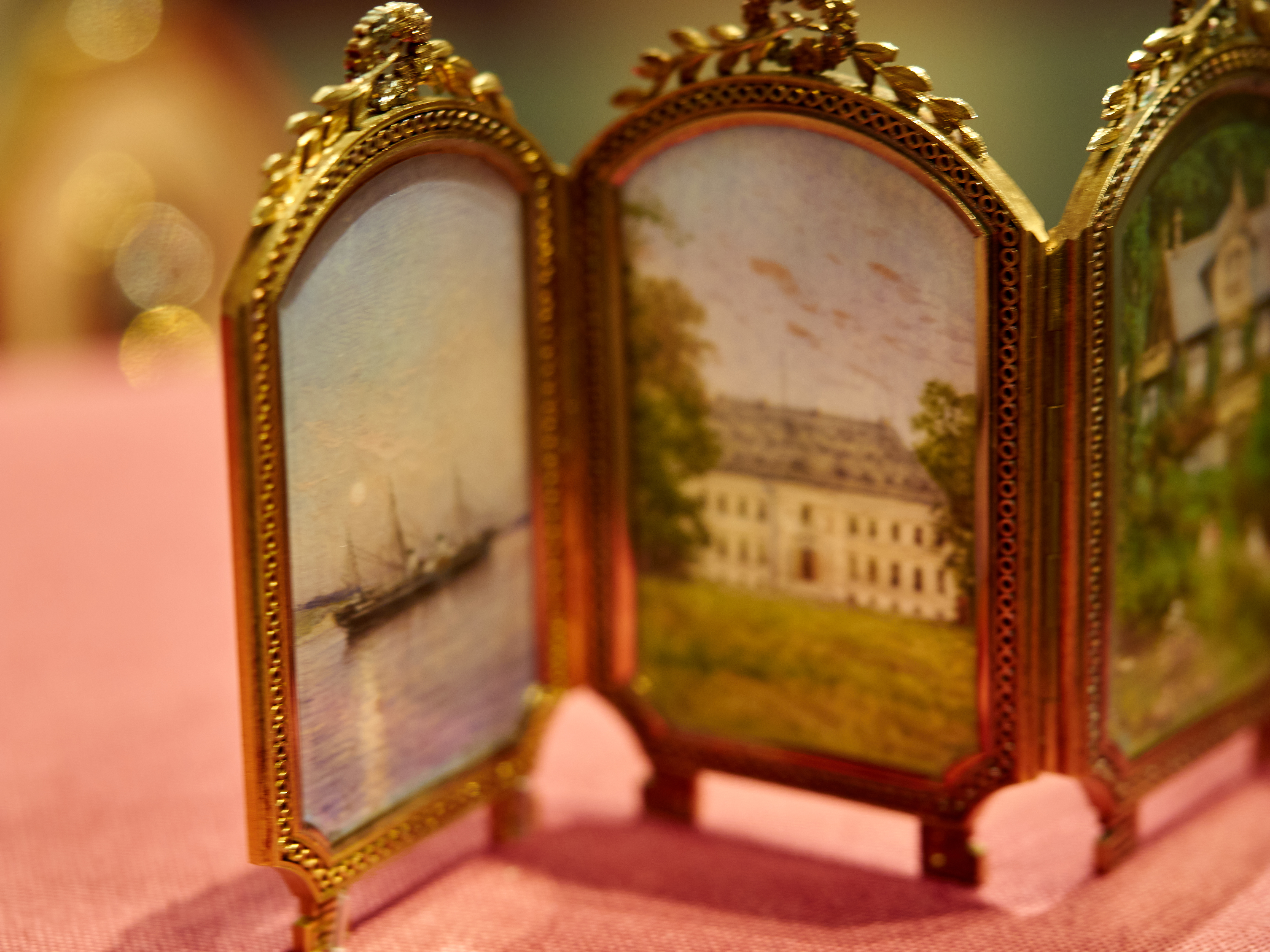
I primi due pannelli della sorpresa.

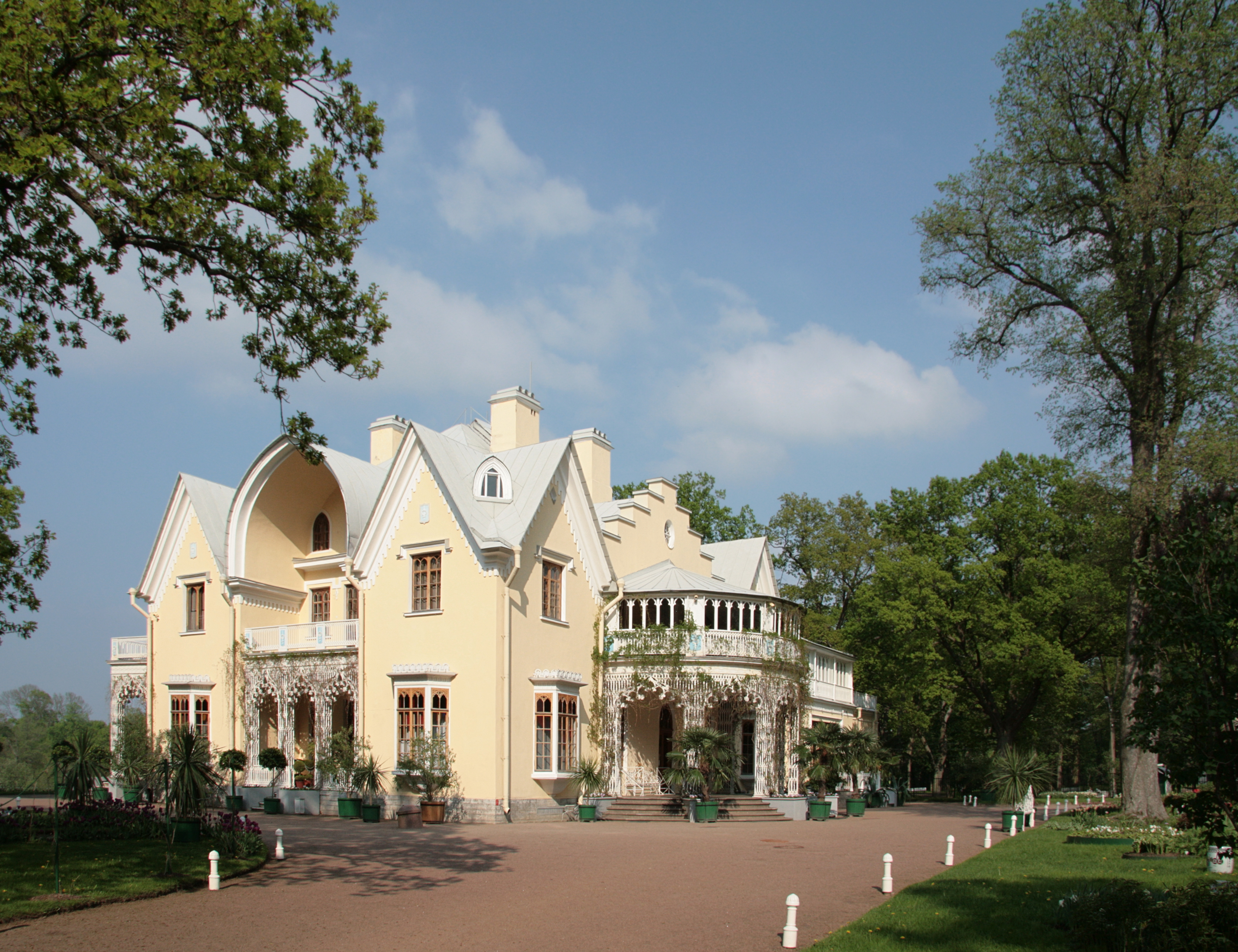
"Cottage Palace" costruito nel 1829 nellAlexandreskii Park a Peterhof, fu residenza estiva dello Zar Nicola I.

Dentro l'uovo, una tasca di velluto contiene un pannello pieghevole composto da dieci cornici d'oro decorate con un motivo di cerchi tangenti, con piedini meandriformi greci, ogni cornice è sormontata da una ghirlanda d'oro multicolore.
Ogni cornice contiene una miniatura ad acquerello realizzata su una lastra di madreperla tanto sottile da permettere a un po' di luce di risplendere attraverso i colori.
Le miniature sono firmate da Kostjantyn Jakovyč Kryžyc'kyj, datate 1889 e raffigurano (da sinistra a destra lungo il pannello):
- lo yacht imperiale Polar Star;
- il Palazzo Bernstorff, a Gentofte in Danimarca;
- la villa dell'imperatore nel parco di Fredensborg, ed il vicino
- Palazzo di Fredensborg, in Danimarca;
- il Palazzo di Amalienborg a Copenaghen;
- il Castello di Kronborg a Helsingør, in Danimarca;
- il Cottage Palace e di nuovo
- il Cottage Palace nell'Alexandreskii Park a Peterhof, in Russia;
- il Palazzo di Gatčina vicino a San Pietroburgo;
- lo yacht imperiale Tsarevna.[8]

Tutti soggetti familiari a Marija Fëdorovna, per la gran parte si tratta di residenze reali della sua natia Danimarca.